# Пошатово (Арзамасский район)
Поша́тово — сельский посёлок в Арзамасском районе Нижегородской области. Входит в состав Чернухинского сельсовета.
Посёлок располагается на правом берегу реки Серёжи.
В посёлке расположено отделение Почты России (индекс 607213).

## Население
| 1999 | 2002 | 2010 |
| ---- | ---- | ---- |
| 686  | ↘629 | ↘607 |